# Brasilianer in der Schweiz
In der Schweiz leben etwa 60.000 Brasilianer (Stand: 2013).

## Geschichte
Brasilianer gehören seit einigen Jahren, hauptsächlich wegen des „Erstarkens der brasilianischen Währung gegenüber dem Euro“ und des raschen und starken Einkommensanstiegs in Brasilien, zu den zahlenmäßig bedeutendsten ausländischen Touristen in der Schweiz. Schweizer Banken buhlen immer mehr um Brasiliens neue Millionäre.
2012 war die Schweiz „das zweitwichtigste Destinationsland für Menschenhandel aus Brasilien“.
Das Wissenschafts- und Innovationsnetzwerk Swissnex fördert den Kontakt zwischen Forschern aus der Schweiz und Brasilien. Der kulturelle Austausch zwischen beiden Ländern wird durch die Stiftung Brasilea gefördert.

## Vereinigungen (Auswahl)
- Der Verein Brasilien–Schweiz (Associação Brasil Suíça, BRASS) wurde 1995 in der Region St. Gallen gegründet mit dem Ziel, die Integration von Brasilianern „in die Schweizer Gesellschaft zu fördern und zu erleichtern“, „Kultur-, Bildungs- und Vergnügungsveranstaltungen anzubieten“ und „den Erfahrungs- und Informationsaustausch zu fördern“.[7]
- Der FC Brasil Basel (FCBB) wurde 2003 durch Edson Dias gegründet.[8]
- 2008 gründete der brasilianische Journalist Alexander Thöle die Webplattform Fórum Brasil Suíça.[9]

## Kultur
- Die traditionsreiche Festa Junina wird von vielen Brasilianern jedes Jahr auch in der Schweiz gefeiert.
- Die brasilianische Freikirche Igreja Universal do Reino de Deus ist in der Schweiz vertreten.[10][11]

## Medien (Auswahl)
- Via Brasil: O Jornal dos Brasileiros na Suíça[12]

## Bekannte Brasilianer in der Schweiz
Kunst
- Fabiana de Barros, Genfer Künstlerin
- Paulo Coelho, Schriftsteller

Wirtschaft, Politik
- Roberto Azevêdo, Beamter der Welthandelsorganisation in Genf
- Paula Oliveira, Zürcher Justizfall
- Liste der brasilianischen Botschafter in der Schweiz

Automobilrennsport
- Felipe Massa, Automobilrennfahrer

Kampfsport
- Augusto Frota, Mixed-Martial-Arts-Kämpfer

Fussball
- Felipe Adão (Luzern)
- Marco Balthazar (Servette und Lausanne)
- Carlos Alexandre Souza Silva (Neuchâtel Xamax)
- César Ferreira Cattaruzzi (Grenchen, Thun)
- Danilo (FC Sion)
- Ednaldo da Conceição (FC Wil, FC Luzern, FC St. Gallen)
- Everton Bilher (Lugano)
- João Paulo Fabio (Thun)
- Odirlei de Souza Gaspar (FC Malcantone Agno, AC Lugano, FC Vaduz, AC Bellinzona, FC Lausanne-Sport, FC Chiasso)
- Adriano Gerlin da Silva (Neuchâtel Xamax)
- Vítor Huvos (Grasshopper)
- Jefferson Severino (SC Young Fellows Juventus Zürich)
- João Paulo Daniel (Servette, Young Boys, Xamax)
- Fábio Kolling (Concordia Basel)
- Leandro Ricardo Vieira (Thun)
- Wesley (Grasshopper Club Zürich)
- Luís Mário Miranda da Silva (St. Gallen)
- Pedro Henrique Martins (Lausanne Sport)
- Mauro Rafael da Silva (Lausanne Sport)
- Meyer Carlos de Camargo Júnior (SR Delémont)
- Paquito, eigentlich Anderson Luís Pinheiro (Chiasso, Luzern, Yverdon-Sport)
- Gilson Luís Pinheiro Júnior (FC Winterthur, FC Kreuzlingen, SC Zofingen, FC Solothurn, FC Serrières)
- Rafael Diego de Souza (Lugano)
- Raffael Caetano de Araújo (FC Chiasso, FC Zürich)
- Silvio Carlos de Oliveira (FC Wil, FC Zürich, FC Wil, FC Lugano)
- Juárez de Souza Teixeira (Yverdon, Servette)
- Wellington Júnior (FC Wil)
- William da Silva Barbosa (Bellinzona)
- Eduardo Ribeiro dos Santos (Grasshopper)
- Henry Siqueira-Barras (Grasshopper U-21, Grasshopper, FC Winterthur, Neuchâtel Xamax, FC Locarno, AC Bellinzona, FC Chiasso, sowie: Switzerland U-17, Switzerland U-20)